# Villa dei Tasso
Villa dei Tasso conosciuta come "Cerradina"  o Serandina è una residenza storica risalente agli inizi del '500 e situata nel comune di Bergamo nel quartiere Celadina che da essa prese il nome, ed era la residenza di campagna della famiglia Tasso che possedeva un palazzo nella nobilissima Via Pignolo.

## Storia
La villa era posta in aperta campagna, costruita da Gabriele Tasso come residenza estiva ed è circondata dalla Roggia Morlana e altri corsi d'acqua che servivano i mulini e le coltivazioni di gelso e dei cereali che venivano poi venduti dalla famiglia alla Repubblica di Venezia. 
Gabriele, era figlio di Domenico morto lasciandolo in tenera età, crebbe quindi con la famiglia dello zio Agostino, condividendo l'attività di gestione delle poste pontificie dal 1450 al 1537, e un banco dei pegni, a Roma con lo zio e i figli Domenico e Pietro Andrea. Si era spostato a Roma e quando venne liquidato, con una ricca buona uscita, avendo perso l'appalto, investì il denaro nella costruzione della villa, e nell'attività agricola. In prossimità della villa vennero infatti costruite due abitazioni per i contadini che lavoravano alle loro dipendenze chiamate Daste e Spaleng. Fu Giovanni Giacomo Tosso, canonico, che aveva fondato a Roma la Arciconfraternita dei Bergamaschi in Roma, a proseguire nei lavori della tenuta facendo costruire anche una porta d'accesso, che, conseguenza una leggenda viene chiamata Ol purtu del diaol.
Nella villa fu assassinato per rapina, il 3 settembre 1520, il cugino Luigi Tasso vescovo di Recatati.

## Descrizione
Gli interni sono abbelliti con stucchi e affreschi che ne evidenziano il fasto ed il prestigio. Uno scalone tardo seicentesco conduce al salone dei leoni ed alla sala dei Generali dove 12 erme ricordano importanti personaggi della famiglia coinvolti nell'attività postale nei vari stati europei. Nella sua lunga storia ha accolto ospiti di prestigio quali Torquato Tasso, i cui parenti erano i proprietari dell'abitazione, ed i pittori Giambattista Tiepolo e Francesco Zuccarelli ospitati dal mecenate e storico dell'arte Francesco Tassi. La villa diede lustro alla famiglia dei Tasso, nota per aver assunto un ruolo di primo piano nella gestione del servizio postale in Europa. Annessa alla villa si trova una piccola chiesa (l'Oratorio dei Tasso), dedicata a San Francesco e più tardi dedicata alla Vergine del Rosario, secondo una tradizione non verificata in ricordo della vittoriosa battaglia di Lepanto.

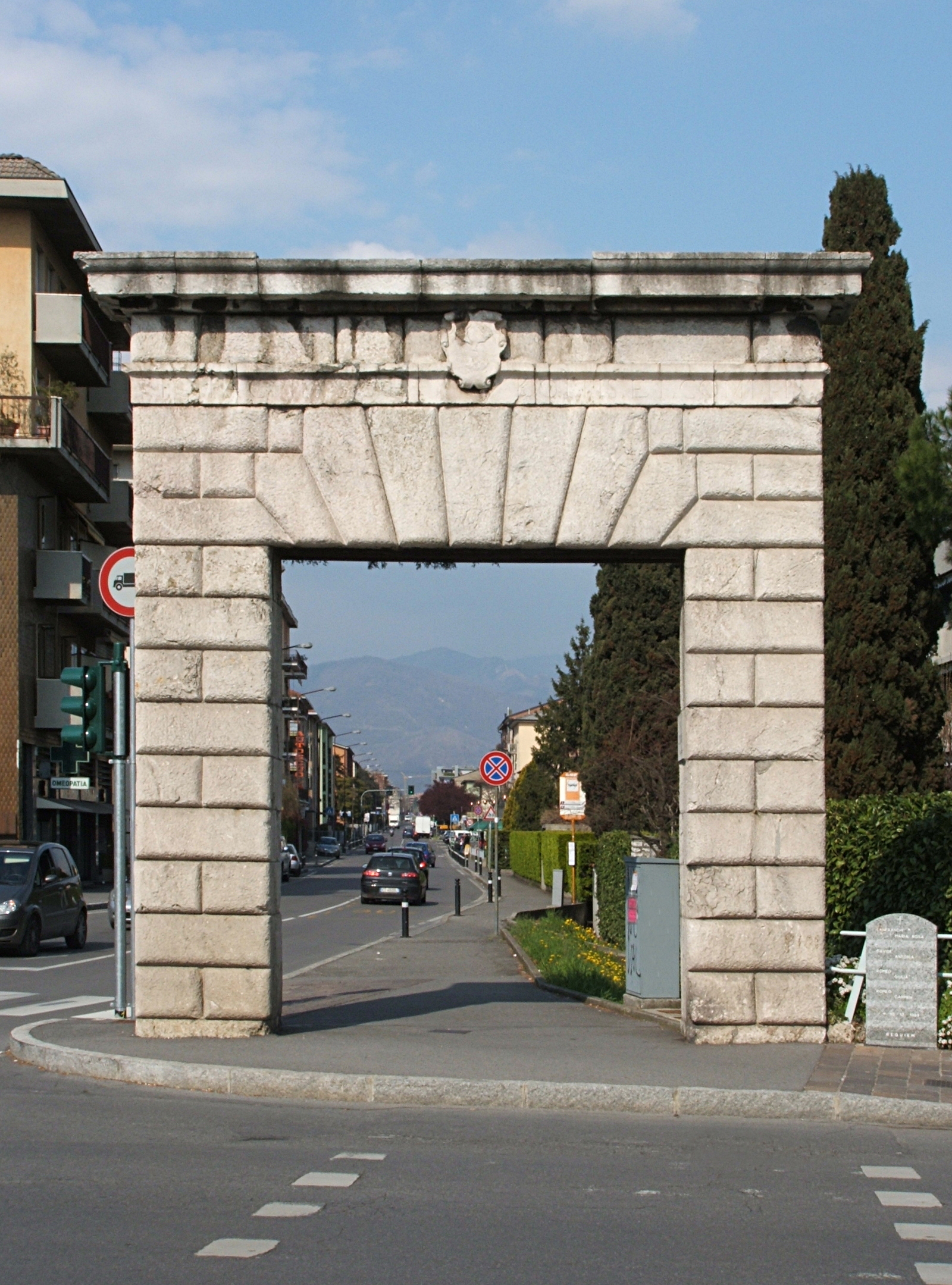
Celadina- Porta del diavolo

## La leggenda -Ol purtù del diaol
Nella località Celadina, distante dalla villa Tasso c'è un portone in pietra di Zandobbio, che viene chiamato in dialetto il Portone del Diavolo. Questa porta non si trova più nella sua collocazione iniziale in prossimità della villa dei Tasso, ma fu spostata per problemi urbanistici. A questa porta è legata una leggenda.

Era verso la metà del XV secolo quando Giovanni Giacomo Tasso ordinò all'architetto Sandro de Sangra la costruzione di una porta di accesso alla villa in onore dei festeggiamenti per il matrimonio di Giovanni Galeazzo Tasso. Le discussioni su come dovesse essere realizzato il portale si protraevano da tempo, e una sera l'architetto stanco di non riuscire ad accontentare il Tasso sembra che disse Gnà ol Diaol al ghe rières a fala söǃ (neppure il diavolo riuscirebbe a costruirlo). Fu così che al pover'uomo comparve il diavolo in persona che gli disse Ghe pènse me!. E così avvenne, durante la notte il diavolo costruì il portale, ma non riuscì a soddisfare i committenti che la mattina trovando il manufatto si dissero ancora più insoddisfatti, facendo distruggere il lavoro dal capomastro. Ma la notte seguente il diavolo, tra furlmini e saette lo ricostruì, identico al primo e nella medesima posizione. Ai Tasso non rimase altro che accettare il lavoro del diavolo in persona, che ha lasciato dietro di lui l'odore inconfondibile di zolfo. Sulla posta oltre al nome del committente è posta l'epigrafe Sandro da Sanga, fator a fato questa, strada e fato, costrur questa porta.